# Väinö Voionmaa
Kaarle Väinö Voionmaa (fram till 1906 Wallin), född den 12 februari 1869 i Jyväskylä, död den 24 maj 1947 i Helsingfors, var en finländsk historiker, förgrundsgestalt inom den finska arbetarrörelsen. 

## Politik
Voionmaa var senator och chef för kommunikationsexpeditionen i Oskari Tokois senat 1917, men deltog inte i det finska inbördeskriget. Voionmaa var riksdagsman (socialdemokrat) 1919–47, ordförande i dess utrikesutskott 1931–33 och 1940.
1926–27 var han utrikesminister, 1937–39 handels- och industriminister. Han deltog i NF:s verksamhet och var med fredsdelegationen till Dorpat 1920, Moskva 1940 och 1944. En av Finlands ledande nykterhetsmän (tack vare hans initiativ undersökte NF nykterhetsfrågan 1928). Han grundade Arbetarnas bildningsförbund 1918 och var dess ordförande 1919–47.
Han var journalist och lärare 1891–1903 och Folkupplysningssällskapets sekreterare 1907–12.

## Vetenskap
Väinö Voionmaa var e.o. professor i nordisk historia vid Helsingfors universitet 1918–36. Han räknas till de ledande namnen bland finsknationella historiker. Han fjärmade sig något från Karl Lamprecht och visade intresse för socialismen och historiematerialismen. Han använde emellertid inte klasskampsaspekt. Då exempelvis Gunnar Suolahti behandlade ståndssamhällets övre skikt, präster, tog Voionmaa upp arbetar- och landsbygdsbefolkningen. Han visade även intresse för det äldre samhället och i sitt sökande efter nya metoder och källor uppmärksammade han 1500-talets kamerala material, vilket han använde i retrospektivt syfte för att utreda äldre ekonomiska och demografiska förhållanden. Voionmaa menar att finnar skall ha haft en egen rättsuppfattning som stod i motsättning till svensk rätt.
Hans karriär inom historieforskningen bidrog till att introducera ekonomiska och geografiska perspektiv i Finlands historieforskning. Voionmaa gjorde omfattande forskningar i äldre familje- och jordägoförhållanden. Han har även studerat det moderna urbana industrisamhällets uppkomst. Voionmaa anses vara pionjär inom ortnamnsforskningen.